# نوریت هیرش

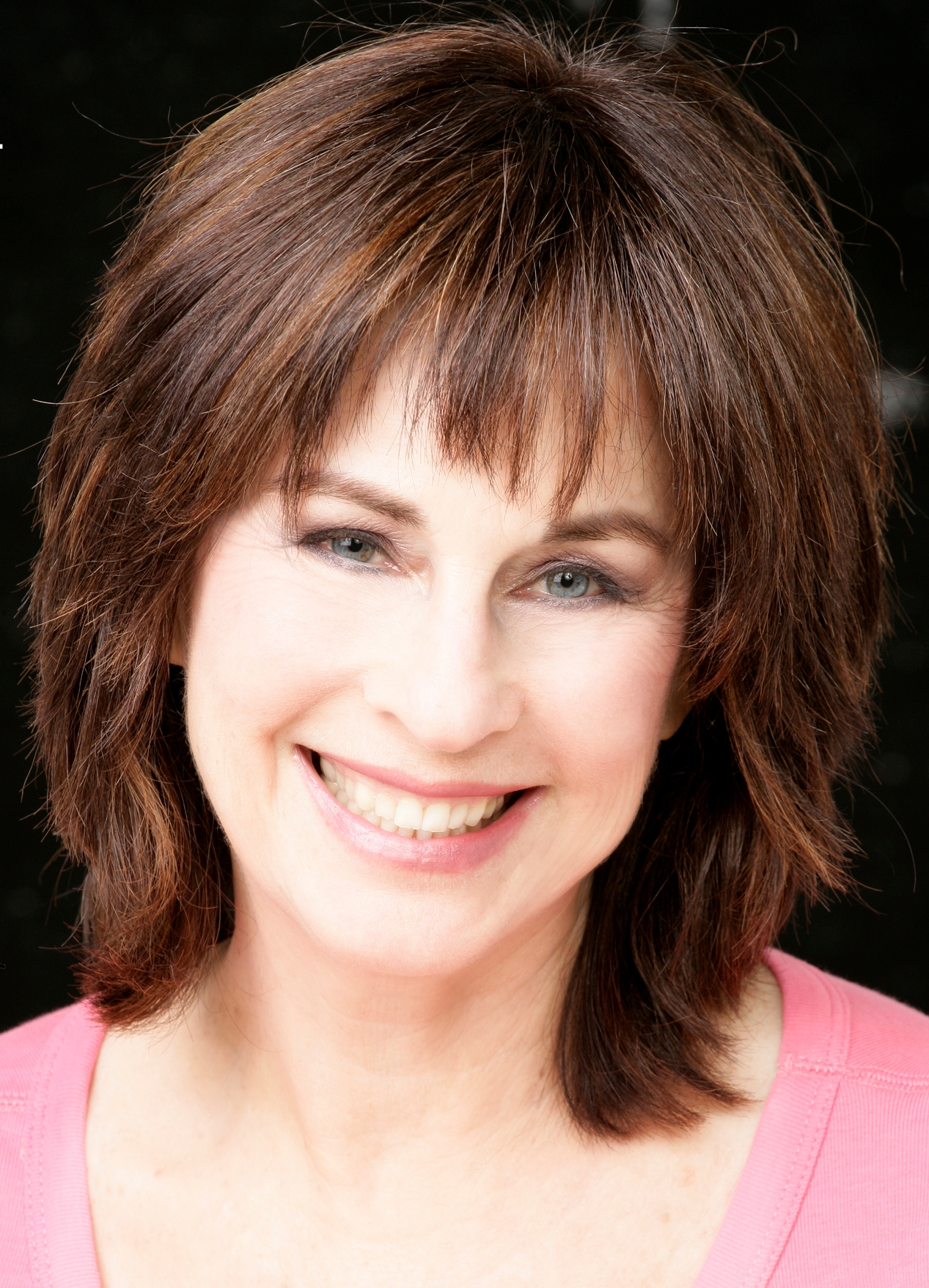
نوریت هیرش

نوریت هیرش (روزنفلد) در آکادمی موسیقی تل آویو در رشته پیانو تحصیل کرد. او آهنگسازی را نزد مردخای سیتر، ارکستراسیون را نزد نوام شریف، و رهبری را نزد لاسلو روت خواند. او کلارینت را نزد یاکوُو بارنیا (به انگلیسی: Yaacov Barnea) از ارکستر فیلارمونیک اسرائیل آموخت. هیرش خدمت نظامی خود را در گروه سرگرمی سپاه زرهی به پایان رساند. وی پس از پایان خدمتش شروع به آهنگسازی کرد و به همکاری با پراچ هلیلاچ پرداخت. در سال ۱۹۶۵ نتیجه این همکاری به آهنگی با شعر اوری آسف و خوانندگی چاوا آلبرشتاین منتهی شد که به شهرت زیادی دست یافت.

## زندگی‌نامه
نوریت هیرش (روزنفلد) در آکادمی موسیقی تل آویو در رشته پیانو تحصیل کرد. او آهنگسازی را نزد مردخای سیتر، ارکستراسیون را نزد نوام شریف، و رهبری را نزد لاسلو روت خواند. او کلارینت را نزد یاکوُو بارنیا (به انگلیسی: Yaacov Barnea) از ارکستر فیلارمونیک اسرائیل آموخت. هیرش خدمت نظامی خود را در گروه سرگرمی سپاه زرهی به پایان رساند. وی پس از پایان خدمتش شروع به آهنگسازی کرد و به همکاری با پراچ هلیلاچ پرداخت. در سال ۱۹۶۵ نتیجه این همکاری به آهنگی با شعر اوری آسف و خوانندگی چاوا آلبرشتاین منتهی شد که به شهرت زیادی دست یافت.

## حرفه موسیقی
در سال ۱۹۷۱ آهنگ «باشانا هابا» او توسط جوی (به انگلیسی: Joy) بازخوانی و توسط راد مک براین تهیه و با عنوان «سال بعد» (به انگلیسی: Next Year) منتشر شد.
درادامه با ایلانیت در مسابقه آهنگ آتن شرکت کرد. او در سال ۱۹۷۱ به نمایندگی از اسرائیل در جشنواره آواز تقسیم (در یوگسلاوی) با آهنگ پسرم به سمت خانه می‌رود (به انگلیسی: Na'ari bayam beito) که توسط ادنا گورن اجرا شد، و با نسخه صربی-کرواتی این آهنگ «موران فلو درگی تبگ» (به انگلیسی: Moren plovi dragi tvoj) که توسط ایبریکا جوسیچ اجرا شد، حضور یافت. در جشنواره آواز وینا دل مار در شیلی با آهنگ هورا نوا با اجرای علیزا ازیکری شرکت کرد و جایزه دوم را به دست آورد. او جایزه اول جشنواره آواز کودکان مالت را نیز در سال ۱۹۷۲ و در همکاری با «ماخلا علیزا» به دست آورد.
در سال ۱۹۷۳ ترانه ای شام او با اجرای ایلانیت در مسابقه آواز یوروویژن لوکزامبورگ به مقام چهارم رسید. او آهنگ را به ارکستر درآورد و ارکستر را نیز رهبری کرد. او پس از مونیکا دومینیک، دومین رهبر ارکستر زن در این مسابقه بود که در همان سال آهنگ سوئدی شما تابستانی را اجرا کرد.
او در سال ۱۹۷۶ با آهنگ «لسی به خانه بر می‌گردد»(به انگلیسی: Lassie shuvi habaita) توسط ادنا لو برنده جشنواره کودکان IBA شد.
در مسابقه آواز یوروویژن ۱۹۷۸، او دوباره ارکستر آهنگ اسرائیلی آ-بی-نی-بی را رهبری کرد، که خودش آهنگسازی کرده بود و جایزه اول را نیز به دست آورد.
در سال ۱۹۷۹ او موسیقی «بابا پاپ-آی» (به انگلیسی: Papa Popeye) را در همراهی با شعری از لیا لوپنفلد نوشت که برنده جشنواره آواز کودکان پرتغالی فیگوئرا دافوش شد. در همان سال او آهنگ «می‌خواهم دربارهٔ تو به دنیا بگویم» را نوشت که در جشنواره آهنگ کسلبار (ایرلند) دوم شد.
او با آهنگ‌های «سازدهنی شووی» در سال ۱۹۸۴ و «لو ناتسر» در سال ۱۹۸۵ برنده جشنواره کودکان IBA شد که هر دو توسط یاردنا آرازی خوانده شد.
هیرش موسیقی متن چهارده فیلم اسرائیلی نوشته‌است، از جمله لوپو!، کاتز و کاراسو، پشت دیوارها، فیلم افرایم کیسون، پلیس، که برای آن نامزد اسکار بهترین فیلم خارجی در ۱۹۷۲ شد. او موزیکال صلاح شاباتی را در طول سه سال اجرای آن در تئاتر ملی اسرائیل، هابیما، رهبری کرد.
در فوریه ۲۰۰۰، او مهمان افتخاری یک کنسرت بزرگداشت ویژه در سالن مان در تل آویو بود، و در آنجا با فیلارمونیک اسرائیل پیانو زد. او به همراه دخترش، روث روزنفلد، خواننده اپرا، در سالن‌های سراسر جهان اجرا داشته‌است.
او مرتباً با ایهود مانور همکاری می‌کرد و بسیاری از آهنگ‌های او را به موسیقی تنظیم کرد، از جمله خانه‌هایی که به دریا ختم می‌شد (به انگلیسی: Habatim Shenigmeru Leyad Hayam)، باشانا هابا، لالِشِت شِوی آچارایچ (به انگلیسی: Lalechet Shevi Acharayich) و ده‌ها آهنگ دیگر که اکثر آنها توسط ایلانیت، اوفرا فوکس و ریوکا زوهر اجرا شدند. . هیرش با آهنگ اوسه شالوم بیمروماو نیز شناخته می‌شود که برای اولین جشنواره آهنگ حصیدی که در سال ۱۹۶۹ برگزار شد ساخته شد و جایزه سوم را به خود اختصاص داد. ملودی او از آن زمان به بخشی از مراسم دعا در کنیسه‌ها و جوامع یهودی در سراسر جهان تبدیل شده‌است.

## جوایز و تقدیر
هیرش برنده جایزه دستاورد زندگی ACUM در سال ۲۰۰۱ برای ترانه‌سرایی، جایزه یک عمر دستاورد در سال ۲۰۰۶ از دانشگاه بار ایلان، و جایزه زن سال ۲۰۰۶ از باشگاه لاینز اسرائیل شد. در مارس ۲۰۱۶، اعلام شد که هیرش جایزه اسرائیل را دریافت خواهد کرد. نوریت در ژوئیه ۲۰۱۸ جایزه «هالل و زیمره» (به انگلیسی: Hallel v'Zimrah) را در بیست و نهمین جشنواره کُر یهودیان آمریکای شمالی دریافت کرد.